# Club Voleibol Tenerife
Il Club Voleibol Tenerife è una delle più celebri e titolate società pallavolistiche femminili della Spagna. Ha sede a Tenerife, nelle Isole Canarie.

## Storia della società
Fondato nell'agosto 1981, il club partì dalle categorie provinciali per raggiungere in breve tempo quelle nazionali grazie al patrocinio del mobilificio Afelsa. Nel 1985 debuttò in Superliga (allora denominata División de Honor), chiudendo il campionato all'ultimo posto. Nel 1987 riottenne la promozione in massima serie e, dopo un buon campionato, nel 1989 fece il suo debutto in una coppa europea (la Coppa CEV).
La crescita costante portò l'Afelsa a festeggiare nel 1991 la prima Coppa della Regina e, nel 1992, campionato nazionale e Supercoppa. Dopo l'abbandono dello sponsor Afelsa le prestazioni della squadra calarono leggermente: fu il patrocinio dell'immobiliare Construcciones Marichal a risollevarne le sorti, rendendo la squadra una delle più forti in Spagna e in Europa. Tra il 1997 e il 2006 il club vinse nove scudetti su dieci, celebrando anche l'ininterrotta conquista di dieci Coppe della Regina e del primo successo europeo, la Champions League del 2004.
Attualmente, dopo una lieve flessione, il club milita ancora in Superliga, sponsorizzato da Marichal e dall'agenzia di viaggi TuBillete.

## Palmarès
- Campionato spagnolo: 10

1991-92, 1996-97, 1997-98, 1998-99, 1999-00, 2000-01, 2001-02, 2003-04, 2004-05, 2005-06
- Coppa della Regina: 11

1990-91, 1996-97, 1997-98, 1998-99, 1999-00, 2000-01, 2001-02, 2002-03, 2003-04, 2004-05,
2005-06
- Supercoppa spagnola: 5

2002, 2003, 2004, 2005, 2008
- Champions League: 1

2003-04